# Flugplatz Tamana

i7
i11
i13
Der Flugplatz Tamana (englisch Tamana Island Airport, IATA-Code: TMN, ICAO-Code: NGTM) liegt im Norden der kleinsten Insel der Gilbertinseln, Tamana.
Er wird von Air Kiribati zweimal wöchentlich über die Route Flughafen Bonriki – Flugplatz Tabiteuea Nord – Flugplatz Tamana angeflogen.

## Fluggesellschaften und -ziele
- Air Kiribati (Tabiteuea Nord)